# Mascouten
Mascouten (Mascoutin), pleme Algonquian Indijanaca čiji je prvotini dom bio na jugozapadu Lower Michigana, odakle su ih od 1640.-tih pa do 1660 protjerali Indijanci Ottawa, Attiwandaronk i Iroquois Indijanci. Na područje Wisconsina dolaze negdje 1660. u dvije grupe, Sjeverna ili Gornja (Northern ili Upper) koja se nastanila među Wea Indijance na južnom području uz jezero Winnebago, i Južna ili Donja (Southern ili Lower) koja se pomiješala s plemenima Fox i Kickapoo na rijeci Milwaukee.

## Ime
Ime Mascouten, koje se javlja u više varijanti (Mascoutin, Mathkoutench i Musketoon) dolazi iz jezika Fox Indijanaca u značenju "little prairie people." Naziv kojim su sami sebe nazivali nije poznat. Ostali stariji nazivi kojim su ih nazivali Huron Indijanci Assistaeronon ('Fire people'), Assitaehronon, Assitagueronon ili Attistae, nisu se odnosili samo na njih nego i na ostale skupine plemena s Lower Michigana. Naziv Ontouagannha irokeški je naziv i također je označavao sva plemena koja nisu govorila irokeškim jezikom. George Rogers Clark u svom izvještaju naziva ih Meadow Indians, a Nicolet poznaje za njih naziv Rasaouakoueton, u kojem je početno slovo  ' R'  ništa drugo nego pogreška u pisanju, i da je umjesto njega trebalo stajati glas  'M'   pa dodobivamo Masaouakoueton, odnosno radi se o ranoj varijanti imena Mascouten.

## Povijest
Kroz povijest ovi Indijanci su pozati pod nizom naziva, a imena kojima su nazivani obuhvaćali su i druga plemena. Svakako treba spomenuti naziv Assegun ili Bone Indijance, za koje Hodge smatra da su bili Mascouteni, ili barem pleme veoma srodno njima, dok su još živjeli u području oko Mackinawa i Sault Ste Marie, odakle su ih protjerali Ottawa i Chippewa Indijanci na Lower Michigan. Pod terminom Muskutáwa Fox Indijanci označavaju sami sebe, ali i plemena Wea, Piankashaw, Peoria i Kaskaskia Indijance, i to kroz period dok su živjeli na prerijama Illinois i Indiane. Postoji i naziv Mashkótens što je dan od Potawatomi Indijanaca onom dijelu njihovog plemena koji je službeno nazivan "Prairie band", i koji je obitavao na prerijama sjevernog Illinoisa.
Prema tradiciji Ottawa koje je zapisao Schoolcraft, u ranim su danima u blizini Michilimackinaca živjeli Assegun, ili Bone Indijanci, koje su nakon nekoliko borbi Ottawe protjerali na jug do Grand Rivera u Michiganu. Tijekom ovih borbi na istočnoj obali jezera Michigan Ottawa i Chippewa Indijanci uvučeni su u razmirice s nekim plemenom Mushkodainsug (ili Mascoutens). Od tog perioda Assegun i Mascoutens postaju konfederacija, i otjerani su duboko na jug poluotoka. Tu na jugu Michigana oni nailaze na Sace, s kojima će kasnije preći u Wisconsin ,navodno oko južne obale jezera Michigan, smatra Hodge. Poznata povijest započet će tek dolaskom Francuza u ranom 17 stoljeću.
Od Francuza Mascoutene prvi spominje Champlain 1616, pod imenom Asistagueroüon, i pod imenom Assistagueronons ih locira na svojoj mapi južno od jezera Huron, za jezero Michigan on još nije čuo, i navodi kako su u ratu s Ottawama. Sagard ih 1636.  smješta 'deset dana putovanja' zapadno od južnih obala Georgian Baya. Spominju ih i Jezuiti (1640) s informacijom da su u ratu s Attiwandaronkima ili Neutralcima, prijateljima Ottawa. 
Prvi kontakt s ovim plemenom, kaže Hodge, imao je Nicolas Perrot koji je posjetio njihovo selo na rijeci Fox u Wisconsinu, što Sultzman ne spominje. Sljedeći putnik koji spominje Mascoutene bio je Jean Nicolet. Ni njegov posjet selu Mascoutena nije siguran, a po Sultzmanu za njih i ostala plemena tek je čuo od Winnebaga s Green Baya. Sigurno je pak da ih 1670 posjećuje jezuit Claude-Jean Allouez i 1673 otac Jacques Marquette, obojica ih nalaze između rijeka Fox i Wisconsin. U to su vrijeme u tim krajevima obitavali Kitchigami, Assegun (Bone), Mundua i Noquet, koji će, smatra Sultzman, biti apsorbirani od Mascoutena. Pleme Wea ovdje se odvojilo od ostalih grupa i naselilo u svom vlastitom selu blizu Chicaga, dok su Mascouteni otišli na rijeku Melleoki (Milwaukee), osnovavši svoje vlastito selo.
Godine 1684, u vrijeme napada Irokeza na Fort St. Louis, Mascouteni žive s Miamima kod Fort St. louisa, bilo je to vrijeme Dabarskih ratova koji su se razvukli od 1630. pa sve do 1700. Južni mascouteni Kickapoo i Foxi trovali su tada u tom kraju, i ispočetka tolerirali trgovinu Francuza s njihovim neprijateljima Siouxima. No poklopilo se da je pala cijena krznima, pa se zaratiše duž Mississippija Mascouten, Fox i Kickapoo sa Siouxima. Od 1701. Maascouteni se nastaniše na rijeci Ohio u južnom Illinoisu, a te ih godine pogodiše boginje i mnogo oslabiše. Tada ih počinju napadati i pro-britanski Chickasawi ,pa se Indijanci povukoše na rijeku Wabash, i uđu u savez s plemenima Wea i Piankashaw. Devet godina kasnije (1710) malarija pohara doline Mississippija i Ohia i decimira Miamije, Illinoise i Mascoutene. 
Okupi se tada preko 1,000 Foxa, Kickapooa i Mascoutena blizu Detroita, pa Potawatomi, Wyandoti i Ottawe odlučiše da ih otjeraju otuda. U rano proljeće 1712. Potawatomi i Ottawa ratnici napadnu na lovačku družinu Mascoutena blizu rijeke St. Joseph u južnom Michiganu. Mascouteni pobjegoše svojim starim prijateljima Foxima blizu Detroita koji su se pripremali za rat. Ovo pokuša spriječiti neki Dubuisson, ali Foxi, Kickapoo i Mascouteni napadnu Fort Pontchartrain (danas Detroit), i tako započne Prvi Fox rat, koji potraje od 1712-1716.
Iste te godine (1712) Potawatomi, Wyandoti, Ottawa i Mississauga Indijanci krenuli su u napad na u kojem su pobili preko 1,000 Foxa, Mascoutena i Kickapoosa. 
Godine 1718. Mascouteni i Kackapoo žive zajedno u jednom selu na Rock Riveru u Illinoisu, tek 200 muškaraca. Godine 1736. 60 ratnika iz plemena Mascouten i Kickapoo živi na rijeci Fox u Wisconsinu, a pripadaju totemima Wolf i Deer. Oni se još spominju do kraja 1770.-tih. Sjeverni Mascoutensi priključili su se konfederaciji Sauk 6 Fox i izgubili svoje ime. Druga Grupa Južni ili Southern Mascoutens priključili su se Kickapoosima i nestali i povijesti.

## Etnografija
Način života Mascoutena isti je kao i kod ostalih Algonquian plemena u području Velikih jezera.

## Vanjske poveznice
- Mascouten Indian Tribe History
- Mascouten History
- Mascouten Indians  Arhivirana inačica izvorne stranice od 29. rujna 2007. (Wayback Machine)